# Salifou Ouedraogo
Salifou Ouedraogo, né le 26 mai 1961 à Ouahigouya dans le nord du Burkina Faso, est un ingénieur en développement rural et directeur d'ONG spécialisé dans la sécurité alimentaire. Il est ministre de l'Agriculture et des Aménagements hydro-agricoles (MAAH) du Burkina Faso entre le 25 janvier 2019 et le 8 décembre 2021.

## Biographie
Salifou Ouedraogo est le fils de l'homme politique burkinabè et ancien ministre Jacob Ouedraogo. Après avoir été diplômé en 1986 de l'université de Ouagadougou comme ingénieur en développement rural, il accomplit en 1987 son service national et intègre en 1988 le Centre régional de promotion agropastorale du Centre-Ouest du Faso en tant que chargé de recherche action et développement. En 1992, il rejoint des programmes gérés par le ministère de l’Environnement et cofinancés par la FAO. Les projets sont liés à l'aménagement des forêts naturelles et à la sécurité alimentaire. Il est promu en 1995 chef de cellule.
En 1996, il se voit confier par l'ONG américaine Catholic Relief Services des missions dans des projets relatifs à l'agriculture durable et à des infrastructures scolaires. Dans ce cadre, il suit en 1999, une spécialisation en gestion de projets à la Faculté Universitaire des sciences agronomiques de Gembloux en Belgique.
En 2003, il est recruté par l’ONG SOS Sahel comme directeur pour le Burkina Faso. En 2006, il obtient un master en administration des entreprises auprès de l'Institut d'administration des entreprises de Poitiers en France, ainsi qu’un diplôme du Centre africain d'études supérieures en gestion (CESAG) de Dakar au Sénégal. En 2012, il est promu directeur des Opérations Afrique de SOS Sahel, couvrant 11 pays sahéliens allant du Sénégal à Djibouti.
En 2019, sous la présidence de Roch Kaboré, il intègre le gouvernement burkinabè de Christophe Dabiré en tant que ministre de l'Agriculture et des Aménagements hydro-agricoles,.
Le premier ministre Christophe Dabiré présente sa démission et celle de son gouvernement le 8 décembre 2021. Salifou Ouedraogo est remplacé au ministère par Moussa Kaboré dans le gouvernement du nouveau premier ministre Lassina Zerbo.